# Бигичи
Бигичи — село в Чердынском районе Пермского края. Входит в состав Вильгортского сельского поселения.

## Географическое положение
Расположено на правом берегу реки Колва, примерно в 6 км к северо-востоку от центра поселения, села Вильгорт, и в 25 км к северу от районного центра, города Чердынь.

## Население
| 2010 |
| ---- |
| 81   |

## Улицы[2]
- Верхняя ул.
- Нижняя ул.
- Средняя ул.

## Топографические карты
- Лист карты P-40-125,126 Чердынь. Масштаб: 1 : 100 000. Указать дату выпуска/состояния местности.